# Nu debout (Miró)
Pour les articles homonymes, voir Nu debout.
Nu debout est un tableau réalisé par le peintre espagnol Joan Miró en 1918. Cette huile sur toile représente une femme nue. Elle est conservée au musée d'Art de Saint-Louis, à Saint-Louis.

## Expositions
- Miró : La couleur de mes rêves, Grand Palais, Paris, 2018-2019 — n°4.